# 대전 여고생 자살 사건
대전 여고생 자살 사건(大田女高生自殺事件)은 2011년 12월 2일 14시 30분 대전둔산여자고등학교 1학년 송주진양이 자신의 아파트 14층에서 뛰어내려 자살한 사건이다.

## 사건 개요
평소 다툼이 있어서 사이가 좋지 않았던 반 학생(가해자)이 다른 학생들을 끌어들여 9월부터 피해자를 왕따 시켰고, 그로 인해 학교 생활이 힘들어진 피해자는 담임 교사를 찾아갔으나, "친구들끼리의 문제에는 개입하지 않는다." 라는 반응을 보였다. 이후에 피해자는 괴롭힘을 당하는 것을 담임 교사에게 알렸다는 이유로 가해자 무리에게 보복 폭행을 당한 것으로 알려졌다. 자살 현장과 같은 라인 14층에서는 '일진이 천국인 세상' 이라고 쓰인 학교생활이 힘들었을 것으로 보이는 글이 적힌 메모지, 가방, 책, 신발이 발견되었고, 다음날 12월 3일 아침 아파트 출입구 지붕 위에서 죽은 채로 주민에게 발견되었다.

## 논란
피해자의 담임 교사는 피해자가 왕따 문제로 호소를 할 때 알아서 해결하라며 개입을 하지 않았다. 그리고 9교시가 끝나기 전, 피해자는 가해자와 다툼을 벌이게 되는데 정작 담임은 그 자리를 피했다고 한다. 가해자는 9교시가 끝나자마자 옆 반의 아이들을 불러와 피해자를 집단으로 괴롭혔다. 하지만 학교 측은 일부 내용이 사실과 다르다고 지적하며 당시 담임 교사가 사망한 여고생과 면담을 진행한 것은 사실이나 당시 몸이 좋지 않아 조퇴를 해야 해서 "가장 좋은 방법은 친구끼리 푸는 것"이라는 말 이후 다음날 면담을 약속했다고 해명했다. 그리고 "사건 당일 피해자가 학생 4명과 다툰 것은 맞지만 담임교사의 무관심이나 학생들의‘죽어라’는 등의 발언은 없었다"고 해명했다. 또 "수업 도중 아이들이 싸움을 벌였는데도 교사가 그냥 나갔다는 주장은 말이 안 된다"며 해당 교과 선생님이 제지했으며 피해자에게 폭언을 일삼은 아이들은 '그냥 죽어버려라' 라는 말을 하지 않았다. 오히려 피해자는 싸운것에 대해 해당 학생들이 사과를 요구하자 피해자가 '내가 그러면 죽어버리면 되느냐' 라며 다른 대답을 했다고 설명하였다.
그러나, 시험 기간이라는 이유로 사건 조사가 늦어진 점, 학교 측에서 가해자 학생들에게 교내 봉사 따위의 솜방망이 징계를 내렸다는 점에서는 네티즌들의 불만이 일었다.

## 가해자 신상정보 유출
디시인사이드 코미디 프로그램 갤러리에서 피해자를 왕따 시킨 가해자 4명과 담임 교사의 이름, 휴대전화 번호를 알아내 유포시켰다. 피해자의 모친은 "우리가 원하는 것은 이런 불상사가 다시는 생기지 않는 것."이라며 가해자의 신상 정보를 거론하는 것은 하지 않으면 좋겠다는 반응을 보였다. 한마디로 죄책감을 느끼지 않는 것이라는 것 이다.

## 그 외의 것들
- 피해자가 자살하기 직전의 모습이 엘리베이터 CCTV에 찍혀 뉴스, 인터넷 등 대중 매체에 방송되었다.
- 피해자의 싸이월드 미니홈피는 없어지지 않고 남아 있으며 네티즌들의 애도의 메시지를 보내기도 하였다.
- 싸이 클럽과 네이버에 피해자의 추모카페가 개설되었다.
- 신상이 유출된 가해자 명단중 몇몇 잘못된 신상 정보로 인해 무고한 사람들이 피해를 봤다. 인터넷에 떠돌았던 피해자의 담임 교사의 사진은 동명이인의 다른 교사 사진 이었다. 또 피해자와 전혀 관계없는 학생들이 가해자로 지명되어 욕설 문자를 받고 미니홈피가 테러를 당하기도 하였다.
- 같은 반 반장 학생도 2012년 1월에 투신자살을 하였다고 보도가 되었다.

## 참고자료
- 여고생 자살 신상털기 2차 피해 잇따라 동아일보 / 2011.12.24
- 대전, 여고생 자살.. 네티즌 분노! 네이버뉴스 / 2011.12.22

## 같이 보기
- 대구 중학생 자살 사건